# Hans Schindhelm
Hans Schindhelm, född 5 juli 1908 i Dresden, försvunnen 1945, var en tysk jurist och SS-Obersturmbannführer (motsvarande överstelöjtnant). Mellan 1942 och 1943 ledde han Einsatzkommando 8 inom Einsatsgruppe B i det av Tyskland ockuperade Vitryssland och Ryssland.

## Biografi
Schindhelm studerade rättsvetenskap vid universiteten i Dresden och Leipzig. Den 30 januari 1933 ägde Adolf Hitlers maktövertagande rum och Schindhelm blev kort därefter medlem i Nationalsocialistiska tyska arbetarepartiet (NSDAP). Den 27 juni 1938 inträdde han i Schutzstaffel (SS). Efter att ha varit verksam vid Gestapo i Leipzig efterträdde Schindhelm Johannes Thümmler som ställföreträdande chef för Gestapo i Dresden.

### Operation Barbarossa
Den 22 juni 1941 anföll Tyskland sin tidigare bundsförvant Sovjetunionen och inledde Operation Barbarossa. I kölvattnet på de avancerande tyska arméerna följde Einsatzgruppen, mobila insatsgrupper med uppdrag att mörda judar, partisaner, politiska kommissarier (så kallade politruker) och andra personer som ansågs hota Tredje rikets säkerhet. Den 13 november 1942 avlöste Schindhelm Erich Isselhorst som befälhavare för Einsatzkommando 8, som följde Armégrupp Mitte och opererade i Vitryssland och Ryssland. Einsatzkommando 8 förövade massakrer i bland annat Volkovysk, Baranavitjy, Babrujsk, Lahojsk, Minsk och Mahiljoŭ. Den 15 december 1942, en dryg månad efter det att Schindhelm tog över befälet, hade Einsatzgruppe 8 mördat sammanlagt 74 740 personer.
I november 1943 utsågs Schindhelm till chef för Gestapo i Kraków och kallade sig själv ”Henker von Krakau” (”Krakóws bödel”). I andra världskrigets slutskede ledde han Sicherheitspolizei (Sipo) och Sicherheitsdienst (SD), SS:s säkerhetsstjänst, i Frankfurt am Main. Schindhelm försvann 1945.